# Rokiškis (gemeente)
Rokiškis is een van de 60 Litouwse gemeenten, in het district Panevėžys.
De hoofdplaats is de gelijknamige stad Rokiškis. De gemeente telt ongeveer 39.500 inwoners op een oppervlakte van 1807 km².

## Plaatsen in de gemeente
Plaatsen met inwonertal (2001):
- Rokiškis – 16746
- Juodupė – 2043
- Kavoliškis – 1428
- Obeliai – 1371
- Pandėlys – 1024
- Kamajai – 681
- Skemai – 678
- Bajorai – 671
- Panemunėlis – 646
- Laibgaliai – 503